# Eva Uchalová
Eva Uchalová, rozená Hlaváčková (30. června 1944 Praha), je česká historička umění, spisovatelka a muzejní kurátorka, zabývající se historickými oděvy a módou v Čechách a jejími stopami ve světě. 

## Život
Eva Uchalová absolvovala střední ekonomickou školu v Praze a v letech 1963–1969 vystudovala dějiny umění na Katedře dějin umění a estetiky Filozofické fakulty UK (prof. Jaroslav Pešina, Viktor Kotrba, Jiří Kropáček a Petr Wittlich). Promovala roku 1969 diplomovou prací Zvíkovsko-písecká stavební huť.  V letech 1968–1981 pracovala jako kurátorka sbírky grafiky v Památníku národního písemnictví v Praze. V letech 1971-1980 byla vedoucí oddělení. V roce 1981 nastoupila do oddělení textilu a módy v Uměleckoprůmyslovém museu v Praze, které do roku 2009 také vedla. V letech 1991-2019 publikovala několik zásadních monografií o českém odívání, modelových domech a módě, jimiž se stala vůdčí českou spisovatelkou tohoto žánru.

### Ocenění
- 2004 Nejkrásnější česká kniha roku 2004 (Sport & móda)
- 2011 Nejkrásnější česká kniha roku 2011 – 3. místo v kategorii Vědecká a odborná literatura
- 2011 Muzejní publikace roku – 2. místo v Národní soutěži muzeí Gloria musaealis 2011

## Autorské výstavy
- 1973       Strahovská obrazárna I., Památník národního písemnictví, výstavní síň "Musaion"
- 1974       Strahovská obrazárna II., Památník národního písemnictví, výstavní síň "Musaion"
- 1996–1997 Česká móda 1918–1939: Elegance první republiky, Uměleckoprůmyslové museum, Praha
- 1998 –  	Obrazy a móda v 19. století, Zámek Trója, Praha
- 2004 –  	Sport & móda/ Sport & Fashion 1860-1980, Obecní dům, Praha
- 2018      Oldřich Rosenbaum/ Oldric Royce. Život s módou v Praze a v New Yorku, Uměleckoprůmyslové museum, Praha
- 2018–2019 Hana Podolská, legenda české módy, Uměleckoprůmyslové museum, Praha